# Divadelní fakulta Akademie múzických umění v Praze
Divadelní fakulta Akademie múzických umění (DAMU) je jednou ze tří fakult Akademie múzických umění v Praze (DAMU, FAMU, HAMU). Jedná se o fakultu zaměřenou na výchovu umělců divadelních oborů (herců, režisérů, dramaturgů, scénografů, manažerů, producentů ad.). Součástí fakulty je také studentské divadlo DISK, kde studenti sbírají praktické zkušenosti.

## Historie
Divadelní fakulta AMU vznikla bezprostředně po druhé světové válce na základě potřeby vychovávat vzdělané divadelní umělce, umělecké osobnosti, které by byly schopny vnést do praxe vědomí uměleckých výbojů první poloviny století, kdy české divadlo zažívalo jeden ze svých vrcholů. Zakladatelé školy – vedle Miroslava Hallera hlavně pak režisér Jiří Frejka a scénograf František Tröster v sobě spojovali zkušenosti avantgardního hnutí s vysokým profesionalismem a pedagogickým talentem.
Divadelní fakulta se během 60 let své existence rozrostla a obohatila o nové trendy ve vývoji divadla a stala se pluralitní školou, ve které učí nejvýznamnější osobnosti českého divadelního života: oborů herectví, režie, dramaturgie a divadelní teorie, scénografie a divadelní produkce i osobnosti, které svým rozkročením divadlo přesahují do sféry autorské tvorby, filosofie a pedagogiky.

## Katedry
| název katedry                               | vedoucí katedry             | obory studia                             |
| ------------------------------------------- | --------------------------- | ---------------------------------------- |
| katedra činoherního divadla                 | prof. MgA. Jan Burian       | herectví režie a dramaturgie             |
| katedra alternativního a loutkového divadla | Ing. MgA. Branislav Mazúch  | herectví režie a dramaturgie scénografie |
| katedra scénografie                         | prof. Mgr. Jan Štěpánek     | scénografie                              |
| katedra produkce                            | MgA. David Mírek, Ph.D.     | produkce                                 |
| katedra výchovné dramatiky                  | doc. Mgr. Radek Marušák     | dramatická výchova                       |
| katedra autorské tvorby a pedagogiky        | MgA. Hana Malaníková, Ph.D. | autorské divadlo                         |
| katedra teorie a kritiky                    | Mgr. Jan Jiřík, Ph.D.       | teorie a kritika divadelní tvorby        |

V současné době tvoří páteř školy dvě velké katedry svým zaměřením reflektující různorodost dnešní divadelní scény – katedra činoherního a katedra alternativního a loutkového divadla. Katedra činoherního divadla a katedra činoherní scénografie se zaměřují zejména na výchovu k herectví, režii, dramaturgii a scénografii v repertoárovém divadelním systému, který je v podstatné míře založen na interpretaci dramatických textů jak klasických, tak moderních a současných. Absolventi tvoří často jádra souborů špičkových českých divadel (např. Národní divadlo), ale stále častěji nacházejí uplatnění i v nezávislých divadelních uskupeních překvapujících svou vitalitou a razancí vlastní divadelní výpovědi. Katedra scénografie přitom vychovává studenty k samostatnosti a profesionalitě, která umožní jejich uplatnění nejen v divadlech, ale také v médiích, výstavnictví apod.
Katedra alternativního a loutkového divadla vychází z bohaté české loutkářské tradice, ale přesahuje ji v duchu tradice mezinárodně uznávaných českých divadel studiového typu (např. DRAK, Dejvické divadlo, Studio Ypsilon ad.) směrem k výrazně stylizovanému divadlu scénického objektu a k divadlu performativity, paradivadelním aktivitám apod. Charakteristická je úzká spolupráce herce, režiséra i výtvarníka, proto je součástí katedry také kabinet alternativní scénografie. Absolventi katedry alternativního a loutkového divadla často směřují k výrazné osobností i kolektivní poetice, celé absolventské ročníky zakládají nová a úspěšná divadla a jednotlivci nacházejí uplatnění i v divadlech určených dětskému divákovi.
Další katedry přesahují divadelní praxi. Katedra autorské tvorby a pedagogiky je zaměřena na studium herectví jako veřejného vystupování, herectví osobnostního a autorského. Hlavním předmětem je improvizační herecká disciplína vyvinutá prof. Ivanem Vyskočilem – dialogické jednání s vnitřním partnerem, velká pozornost je věnována psychosomatickému výcviku, zejména studiu hlasu a řeči. Katedra výchovné dramatiky je zaměřena na divadlo ve výchově, katedra teorie a kritiky koncipuje teoretické předměty studované na DAMU, realizuje přednášky a semináře teoretických předmětů a vychovává vlastní studenty k poučené kritice, katedra produkce vychová divadelní manažery, kteří se uplatňují ve všech typech divadel i mimo ně.
V poslední době Divadelní fakulta realizuje také doktorské studium, a to ve čtyřech oborech: Scénická tvorba a teorie scénické tvorby, Teorie a praxe divadelní tvorby, Alternativní a loutková tvorba a její teorie a Autorské herectví a teorie autorské tvorby a pedagogiky.

## Děkani DAMU
- 1946–1948 Jiří Frejka
- 1948–1949 Klementina Rektorisová
- 1949–1950 František Götz
- 1950–1952 Jan Kopecký
- 1952–1953 František Götz
- 1953–1954 Vladimír Adámek
- 1954–1955 František Salzer
- 1955–1958 Josef Bezdíček
- 1958–1961 František Salzer
- 1961–1963 Antonín Dvořák
- 1963–1970 František Salzer
- 1970–1972 Jan Císař
- 1972–1985 Eva Šmeralová
- 1985–1989 Jana Makovská
- 1990–1991 Jan Dušek
- 1991–1994 Miloslav Klíma
- 1994–1997 Miloš Horanský
- 1997–2000 Vladimír Mikeš
- 2000–2006 Markéta Kočvarová-Schartová
- 2006–2013 Jan Hančil
- 2013–2021 Doubravka Svobodová
- 2021–2025 Karel František Tománek
- od 2025 Daniela Jobertová [1]

## Fotografie ze studentských představení

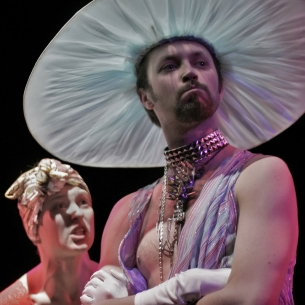
Hra
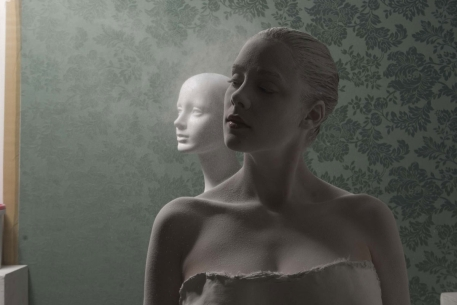
Štěstí dam
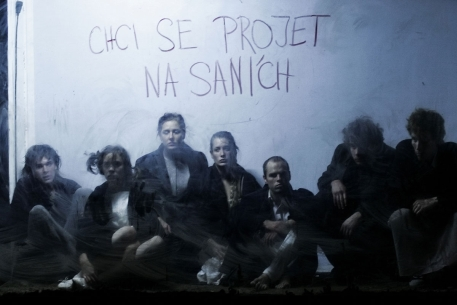
Bratři
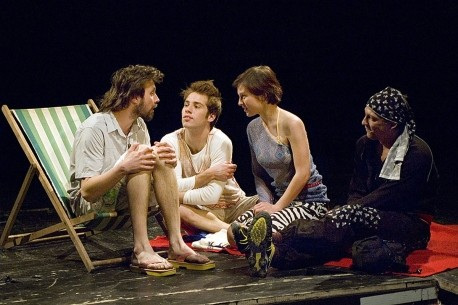
Cardym
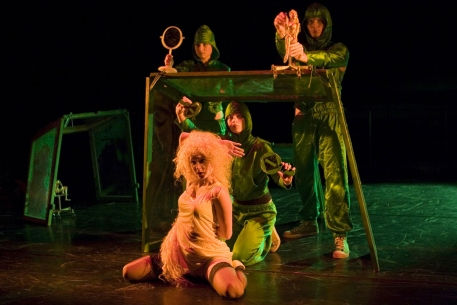
John Sinclair
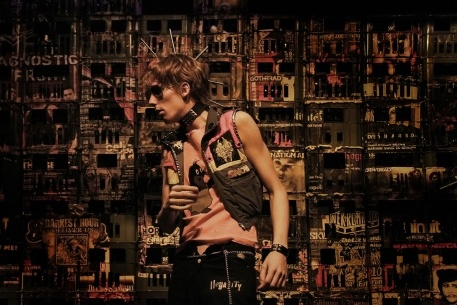
Láska, vole
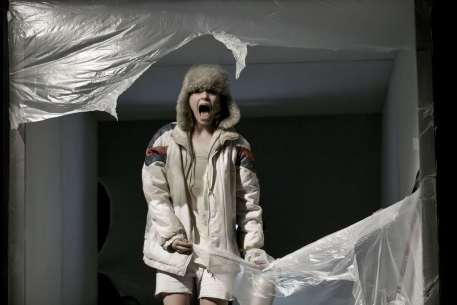
Ledový hrot
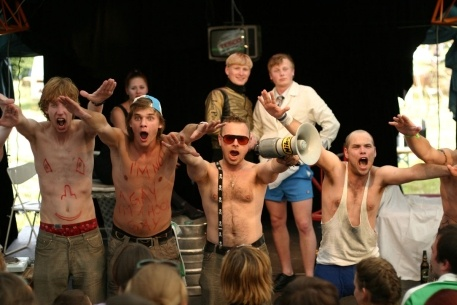
Mužské záležitosti
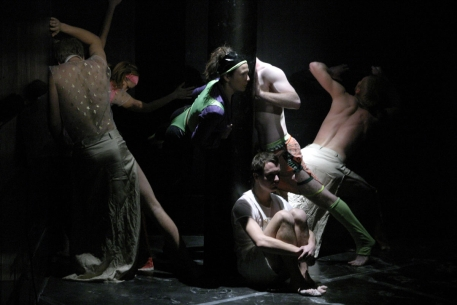
Titus Andronicus